# Augustin von Balthasar
Augustin von Balthasar, född 20 maj 1701 i Greifswald, död 20 juni 1786 i Wismar, var en i Svenska Pommern verksam historiker och jurist. Han var bror till Jakob Heinrich von Balthasar.

## Biografi
Balthasar var son till Jakob Balthasar, professor i Greifswald och senare vicedirektorn vid kansliet i Rostock. Augustin studerade vid Greifswalds gymnasium 1715-1718, blev därefter student vid universitetet 1719-1723, och studerade därefter från 1723 i Jena. Han företog senare en studieresa genom Sachsen, Thüringen, Rhentrakterna och Nederländerna 1724-1725.
Efter återkomsten i januari 1726 disputerade han i december samma år som juris licentiat och blev juris utriusque doktor 25 juni 1730 i samband med 200-årsminnet av Augsburgska bekännelsen. Samtidigt engagerade han sig för brodern i striden mot de ortodoxa teologerna vid universitetet.
Balthasar var adjunkt och syndicus vid juridiska fakulteten i Greifswald 1727-1734, blev advokat vid hovrätten i Wismar 1727 samt professor 1734. 1737-1738 och 1745-1746 var han rektor vid Greifswalds universitet, blev direktor för tyska sällskapet 1739, direktor för konsistorium 1745 och erhöll tyskt adelskap 1746. Balthasar var assessor i kungliga tribunalen i Wismar från 1763 samt dess vicepresident från 1778. Han blev riddare av Nordstjärneorden 1781.
Förutom en mängd juridiska skrifter blev Balthasar främst känd för sina skrifter om Pommerns historia, främst Vitae Pomeranorum, innehållande biografiska anteckningar om 1 187 pommerska familjer. Till det av brodern grundade sällskapet Societas collectoram historiae et juris patriaes skrifter lämnade han flitigt med bidrag, bland annat en skrift om klostret Eldenas historia.